# SAP30
La proteína de 30 kDa asociada a SIN3A (SAP30) es una proteína codificada en humanos por el gen SAP30.

## Función
La acetilación/deacetilación de histonas juega un papel clave en la regulación de la expresión génica en eucariotas. Es un proceso catalizado por complejos proteicos de múltiples subunidades. La proteína SAP30 es uno de los componentes del complejo histona deacetilasa, que incluye otras proteínas como SIN3A, SAP18, HDAC1, HDAC2, RbAp46, RbAp48 y algún otro polipéptido. Este complejo es activo deacetilando los octámeros de histonas, pero inactivo en la deacetilación de histonas del nucleosoma. Se ha localizado un pseudogén de SAP30 en el cromosoma 3.
Los mamíferos presentan un parálogo de SAP30, denominado SAP30L, que comparte un 70% de identidad a nivel de secuencia con SAP30. SAP30 y SAP30L constituyen juntos la familia de proteínas SAP30. SAP30L también interacciona con diversos componentes del complejo correpresor SIN3A, e induce la represión transcripcional por medio del reclutamiento de SIN3A y de las histona deacetilasas.
Las proteínas de la familia SAP30 tienen una señal de localización funcional nucleolar y son capaces de conducir al complejo SIN3A al nucleolo. Las proteínas SAP30 tienen una región de contacto con el ADN independiente de secuencia, en su extremo N-terminal dependiente de zinc, y su región central ácida contribuye a la interacción con histonas y nucleosoma. El ADN unido a las proteínas SAP30 es regulado por lípidos de señalización nucleares, fosfoinosítidos (PI). Las proteínas SAP30 son el primer ejemplo en el que el ADN y los PIs parecen establecer una relación de mutuo antagonismo en cuanto a su interacción con proteínas con dedos de zinc, por lo que ejemplifican el mecanismo molecular por el cual estos lípidos pueden contribuir en la regulación de la expresión génica.

## Interacciones
La proteína SAP30 ha demostrado ser capaz de interaccionar con:
- HDAC1[6][7][8][9][10][11]
- HDAC2[7][8][11]
- SIN3A[12][7][8][10][11][13]
- RBBP7[7][8][11]
- NCOR1[14][13]
- RBBP4[7][8][11]
- ING1[11]
- YY1[6]